# Orlik (województwo pomorskie)

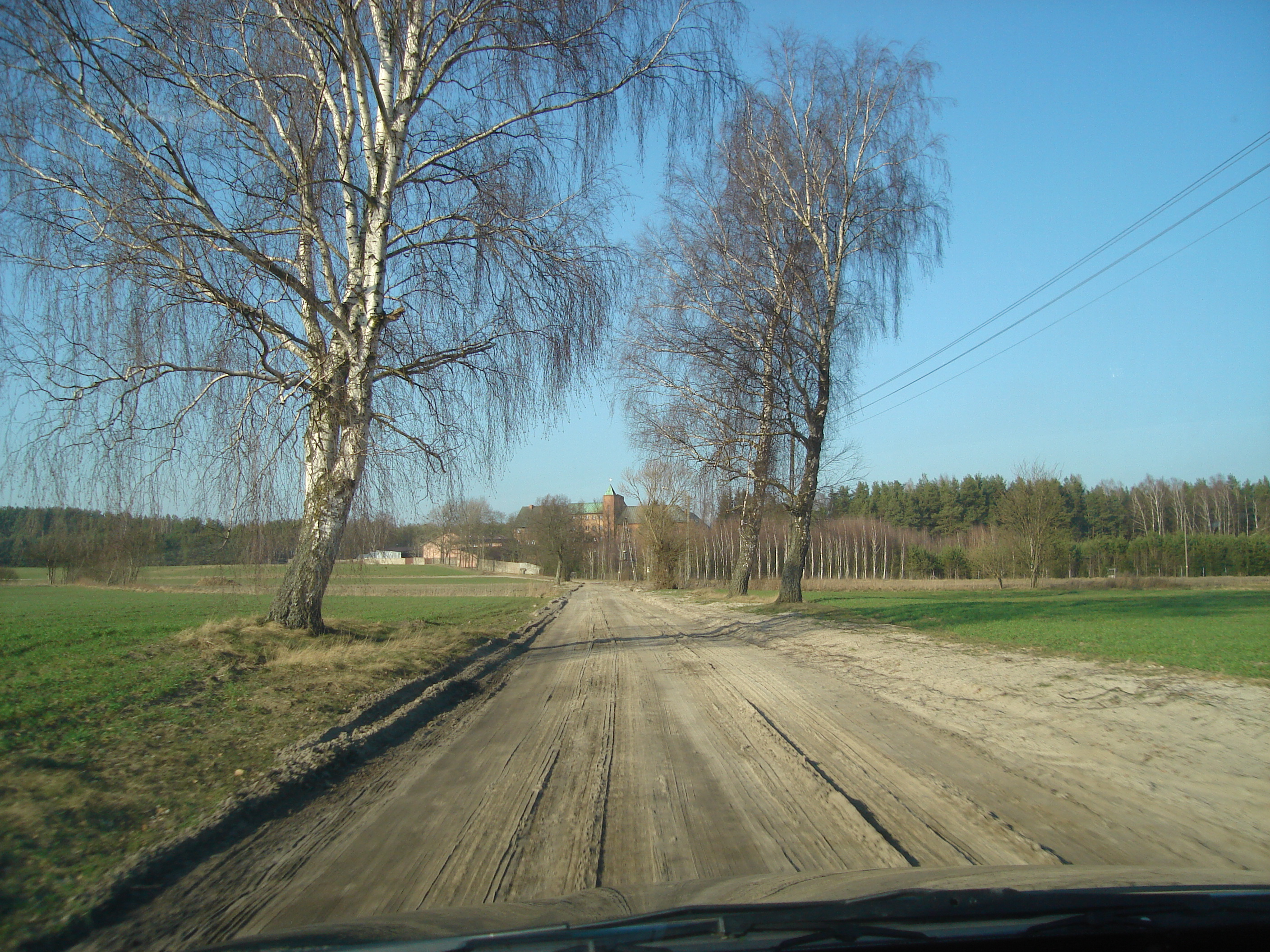
Widok na klasztor

Orlik (kaszub. Òrlik, niem. Orlik) – wieś kaszubska w Polsce położona w województwie pomorskim, w powiecie chojnickim, w gminie Brusy nad rzeką Młosiną na obszarze Zaborów.
Wieś została lokowana jako wieś rycerska Arnsneste w przywileju wydanym przez Krzyżaków dla Konrada von Leysten w 1356 roku. W 1417 roku w Cisewiu wielki mistrz zakonu krzyżackiego Michael Küchmeister wydał przywilej Michałowi Boresławowi i pospolitym obywatelom wsi Orlika, leżącej w komturii tucholskiej, którzy się do tej komturii powdali, czyli wprowadzili. Mocą tego przywileju Michał Boresław został oficjalnie powołany na sołectwo w tej wsi, z prawem jego dziedziczenia przez potomków i następców. Otrzymał on nadział trzy włóki (ok. 50 ha) ziemi sołeckiej, co stanowiło 1/11 areału całej wsi. Pozostałe 30 włók rozdzielono na dziewięć włók wolnych i 21 czynszowych. Orlik, jak pisze Klemens Bruski w monografii Historia Brus i okolicy, już przed 1438 rokiem stał się ponownie własnością rycerską i taką pozostał co najmniej do schyłku XIX wieku. w. Po I rozbiorze Polski w latach 1772–1773 sporządzony został kataster kontrybucyjny, zwany także fryderycjańskim. Informował on, że Orlik liczył 33 włóki, czyli tyle samo, ile ich otrzymał od Krzyżaków Konrad von Leysten. Według zapisu katastralnego na Orliku siedziało trzech drobnoszlacheckich właścicieli. Byli to:
- Jan von Wysocki na 15 włókach (252 ha),
- Augustyn von Zamek-Gliszczyński na dziewięciu włókach (151,2 ha),
- Józef von Orlikowski na ośmiu włókach (134,4 ha).

Wieś liczyła wówczas 70 mieszkańców. W 1820 roku wieś liczyła 63 mieszkańców i 8 gospodarstw domowych. W 1871 roku w Orliku mieszkało 139 mieszkańców, w 12 budynkach mieszkalnych i w 22 rodzinach, zaś w 1905 roku wieś liczyła 285 mieszkańców. W 1921 roku mieszkało w Orliku 309 mieszkańców, w 1937 zaś tylko 262. Po II wojnie światowej, w 1945 roku, Orlik liczył 204 mieszkańców.
W latach 1975–1998 miejscowość administracyjnie należała do województwa bydgoskiego.
Na północnym skraju wsi, blisko Lamku, znajduje się klasztor sióstr franciszkanek od Pokuty i Miłości Chrześcijańskiej (zwanych franciszkankami z Orlika), zbudowany w końcu lat 30. XX wieku.
W czasie II wojny światowej polskie rodziny, które nie podpisały Volkslisty (m.in. Jan (ur. w 1880) i Julianna (ur. w 1884) Kosiedowscy z córką Julią (ur. w 1924) i ich najstarsza córka Weronika Rogallowa wraz z dziećmi: Jadwigą (ur. w 1937) i Alfonsem (ur. w 1933)) zostały wysiedlone ze swoich gospodarstw do obozu przejściowego w Potulicach, podczas gdy zdolni do pracy mężczyźni z tych rodzin (m.in. Piotr Kosiedowski ur. w 1919 i Józef Rogalla ur. w 1907) zostali wysłani na roboty przymusowe do Niemiec.